# スース県
スース県（スースけん、アラビア語：ولاية سوسة、英語：Sousse Governorate） は、チュニジアの県である。チュニジアの北に位置する。人口は544,000人（2004年）、面積は2,621km2。県都はスースである。

## 隣接する県
- モナスティル県
- マーディア県
- ケルアン県
- ザグアン県
- ナブール県